# Abdel Hamid al-Sarraj

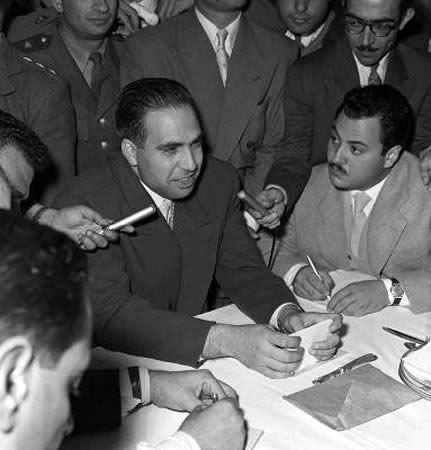
Sarraj dando una conferencia de prensa en El Cairo durante el período RAU.

Abdel Hamid Sarraj (en árabe: عبد الحميد السراج, nacido en 1925; Hama, Siria – 22 de septiembre de 2013) fue un oficial del ejército sirio y figura política de mediados del siglo XX. Era un muy cercano colaborador de Gamal Abdel Nasser durante el tiempo de breve duración de la República Árabe Unida y sirvió como su Ministro de Interior y luego Vicepresidente. Antes de la unión, se desempeñó como jefe de la inteligencia militar, y era conocido por su crueldad.

## Carrera política

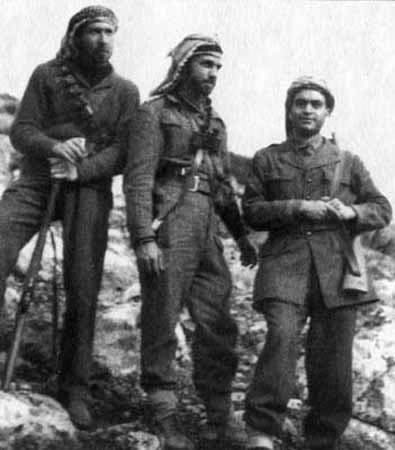
Sarraj (centro) con los compañeros del ejército, Mohammad Attura (izquierda) y Abdel Salam al-Ujyali (derecha), en el frente de batalla en Palestina de 1948.

Sarraj participó en la guerra de 1948 entre árabes e israelíes, llevó un destacamento de seis vehículos blindados para rodear Safed.
Él jugó un papel en el golpe de 1949 que derrocó a Husni al-Za'im del poder y se hizo cargo del departamento de personal del gobierno de Adib Shishakli en 1952. Cuando Shishakli fue derrocado, Sarraj fue enviado temporalmente a París como agregado militar asistente. Sin embargo, en marzo de 1955, fue nombrado jefe de la inteligencia militar siria. Desde esta posición, él era capaz de jugar un papel crucial en la prevención de conspiraciones contra el régimen. Sarraj no se unió a ningún partido político, pero cooperó con los que están en el poder, en particular contra el Baathismo. En septiembre de 1957, ayudó a negociar el desembarco de 4.000 soldados egipcios a Latakia como parte del pacto de defensa realizado entre el dos países.